# 브리즈번 공항
브리즈번 공항(영어: Brisbane Airport, IATA: BNE, ICAO: YBBN)은 브리즈번에 있는 퀸즐랜드주의 주 공항이다. 시드니 공항과 멜버른 공항 다음으로 혼잡한 공항이다. 버진 오스트레일리아가 브리즈번 공항을 허브 공항로 사용하고 있다.

## 터미널

### 국제선 터미널
국제선 터미널은 1995년에 지어진 건축물로 이 터미널은 에미레이트 항공의 1등석 라운지를 가지고 있으며, 향후에 콴타스 항공, 싱가포르 항공, 에어 뉴질랜드의 라운지도 갖출 예정으로 또한 5층으로 된 주차장이 있어 자동차를 주차할 수 있다.

### 국내선 터미널
국내선 터미널은 3개의 파트가 있다. 콴타스 항공과 콴타스 링크는 북쪽끝 빌딩에서 운항하고 버진 오스트레일리아는 남쪽끝 빌딩에서 운항하고 있으며 나머지 항공사들은 중앙 빌딩을 이용한다.

## 운항 노선

### 국제선
| 항공사               | 목적지 |
| -------------------- | --- |
| 콴타스 항공          | 뉴칼레도니아, 도쿄(나리타), 로스엔젤레스, 싱가포르, 오클랜드, 웰링턴, 크라이스트처치, 퀸스타운, 팔레올로                             |
| 버진 오스트레일리아  | 로스앤젤레스, 나디, 덴파사르(발리), 포트모르즈비, 포트빌라, 호니아라                                                                 |
| 제트스타 항공        | 덴파사르, 도쿄(나리타), 서울(인천) - (2024년 2월 1일 신규취항), 오사카(간사이) - (2024년 2월 2일 신규취항), 오클랜드, 크라이스트처치 |
| 대한항공             | 서울(인천) |
| 중국남방항공         | 광저우 |
| 중국동방항공         | 상하이(푸둥) |
| 캐세이퍼시픽 항공    | 홍콩(첵랍콕) |
| 중화항공             | 타이페이(타오위안), 오클랜드 |
| 에바 항공            | 타이페이(타오위안) |
| 바틱 에어 말레이시아 | 쿠알라룸푸르, 덴파사르 |
| 로얄 브루나이 항공   | 반다르스리브가완 |
| 싱가포르 항공        | 싱가포르 |
| 에어 뉴기니          | 포트모르즈비, 코로르 |
| 필리핀 항공          | 마닐라 |
| 에미레이트 항공      | 두바이 |
| 카타르 항공          | 도하 |
| 에어 캐나다          | 계절편: 밴쿠버 |
| 에어 뉴질랜드        | 웰링턴, 오클랜드, 크라이스트처치 |
| 나우루 항공          | 나우루 |
| 에어칼린             | 뉴칼레도니아 |
| 에어 바누아투        | 루간빌, 포트빌라 |
| 피지 항공            | 나디 |

### 국내선
| 항공사                          | 목적지 |
| ------------------------------- | --- |
| 에로펠리컨 에어 서비스          | 나라비 |
| 브린다벨라 항공                 | 코브하버, 모리, 탬워스 |
| 제트스타 항공                   | 애들레이드, 아발론, 케언스, 다윈, 핼밍턴아일렌드, 렌센톤, 마키, 멜버른, 뉴캐슬, 퍼스, 프로서핀, 시드니, 타운즈빌                                                             |
| 콴타스 항공                     | 애들레이드, 앨리스 스프링스, 케언스, 캔버라, 다윈, 카라타, 멜버른, 마운트 이사, 퍼스, 시드니, 타운즈빌 계절편 : 브룸, 호바트                                                 |
| 콴타스 항공(콴타스 링크 운영)   | 바카들린, 비올라(탕굴), 블랙올, 번다베그, 케언스, 캔버라, 찰레비, 에멀레드, 글레이드스톤, 해비배이, 롱리치, 로드하우아이슬렌드, 마키, 모렌베, 뉴캐슬, 록헴톤, 로마, 타운스빌 |
| 버진 오스트레일리아 리저널 항공 | 배도리, 버드스빌, 보릴라, 찰레이브, 코나물라, 마운트 이사, 컬리피, 조지, 탕미다, 투운바, 윈도라                                                                              |
| 스트레직 항공                   | 글레이드스톤, 포트해드렌드, 타운즈빌 |
| 타이거 항공 오스트레일리아      | 멜버른, 시드니 |
| 버진 오스트레일리아             | 애들레이드, 케언스, 캔버라, 다윈, 핼밍턴 아일렌드, 호바트, 마키, 멜버른, 뉴캐슬, 퍼스, 프로세핀, 록헴톤, 시드니, 타운즈빌                                                    |

### 화물 노선
| 항공사                                      | 목적지                                 |
| ------------------------------------------- | -------------------------------------- |
| 오스트레일리안 에어 익스프레스              | 케언스, 멜버른, 타운즈빌               |
| 해비리프트 카고                             | 호니아라, 포트 모리즈비                |
| 퍼시픽 에어 익스프레스                      | 나우루, 포트빌라                       |
| 펠 에어                                     | 마키, 록헴톤, 시드니                   |
| 툴 에비네이션(제트크레프트 에비네이션 운영) | 애들레이드, 골드코스트, 시드니, 멜버른 |
| 툴 피로디                                   | 멜버른, 퍼스, 시드니                   |

## 공항 호텔
- 브리즈번 공항 노보텔 호텔은 4.5급 호텔로 브리즈번 국제선 터미널, 국내선 터미널과 호텔을 연결해주는 셔틀버스와 함께 2009년 12월에 개항하였다. 이 호텔은 157개의 방과함께, 식당, 바, 라운지, 체육관, 수영장이 있다.

## 교통 수단
브리즈번 시티 (Brisbane City) 에 위치한 중앙역(Central Station)으로 직행하는 공항 열차(Airport Train)가 수시로 운영되고 있다. 2016년 4월을 기준으로, 시내의 중앙역과 공항에 위치한 역 터미널과의 예상 소요 시간은 약 21분. 성인 기준으로 AUD $17.50이다.

## 같이 보기
- 브리즈번

## 갤러리

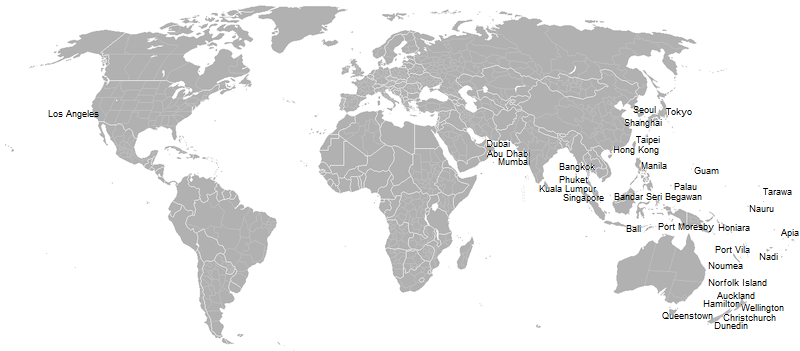
브리즈번 공항의 운항 노선
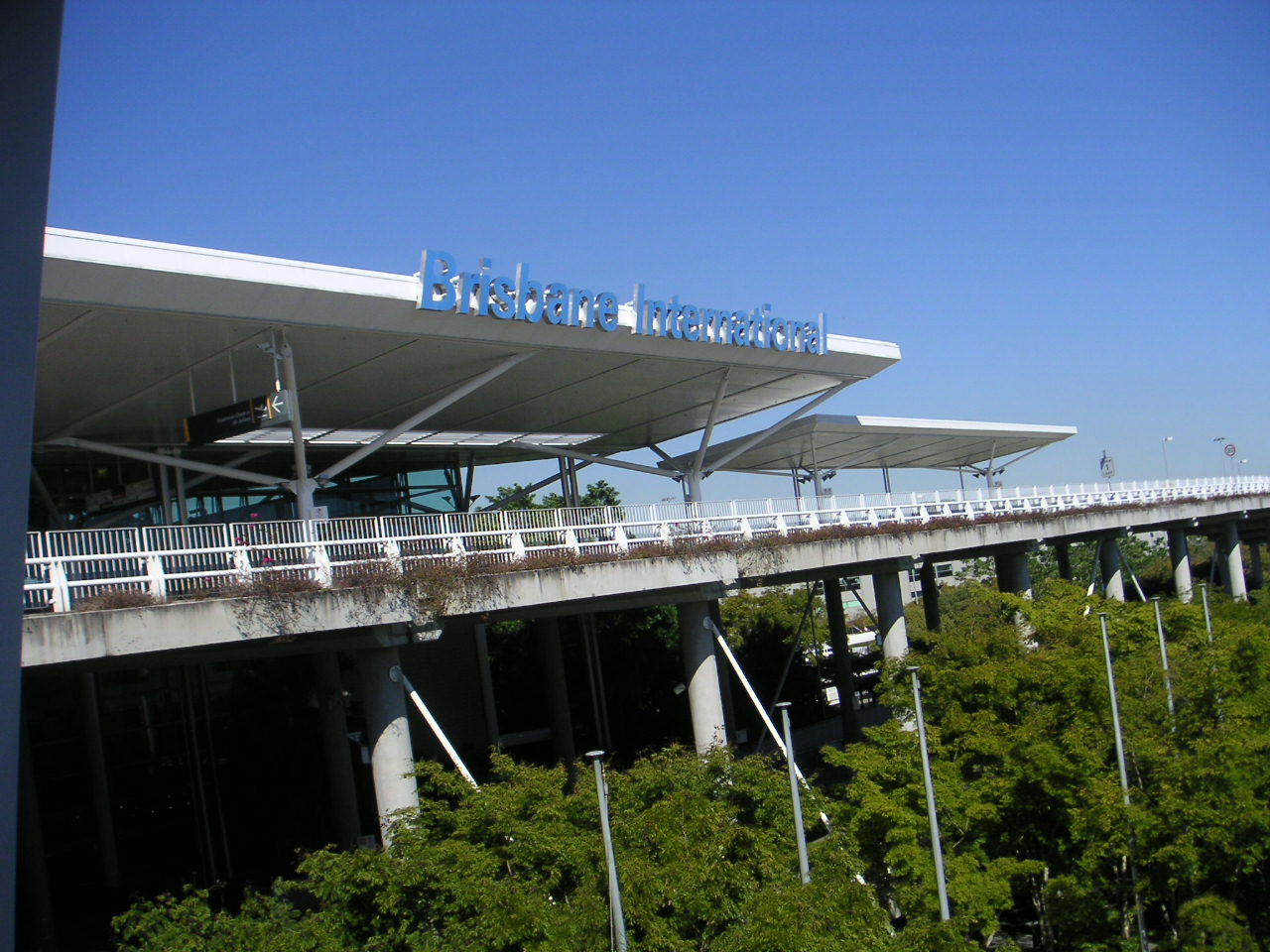
국제선 터미널
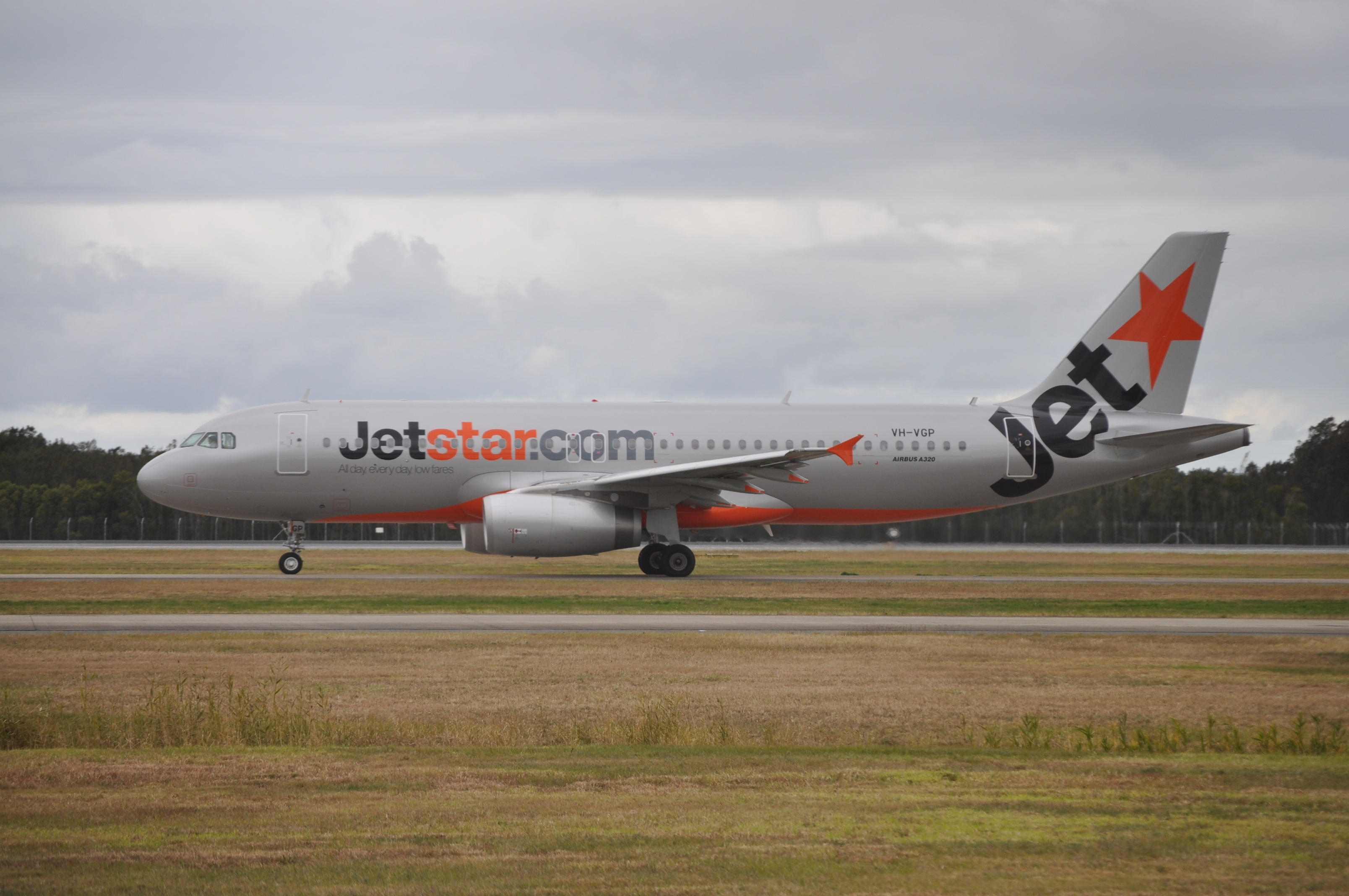
제트스타 항공 에어버스 A320-200
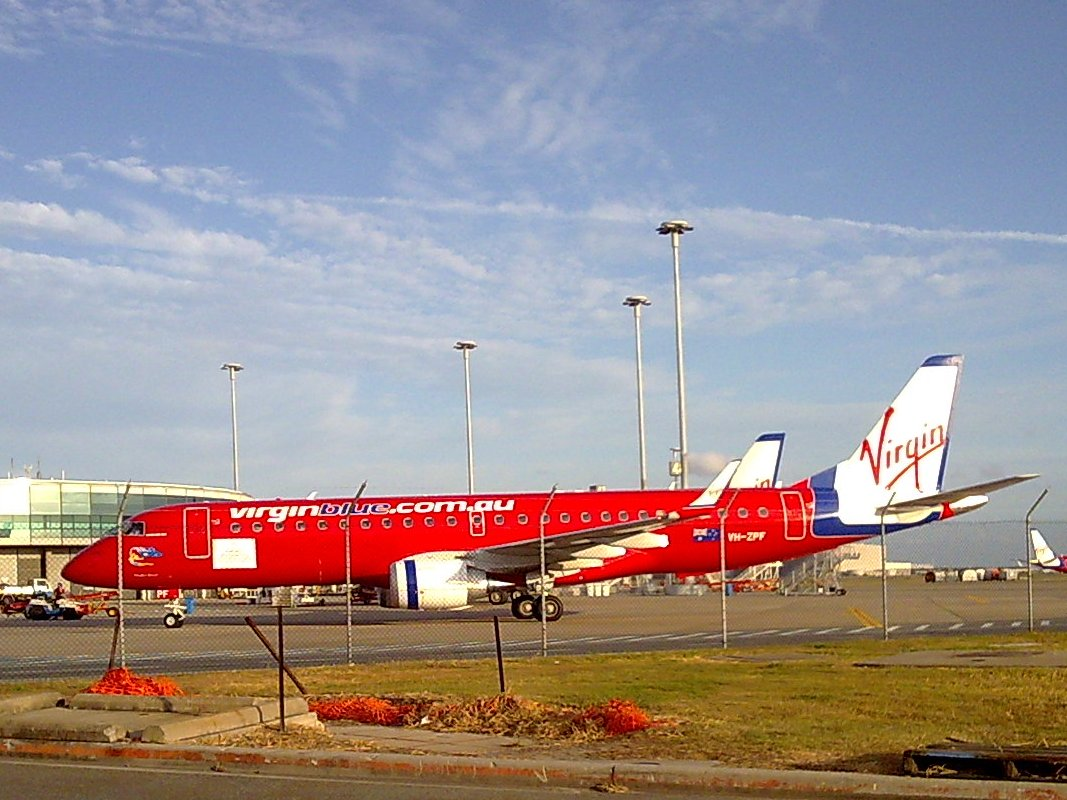
버진 오스트레일리아의 엠브라에르 E-190
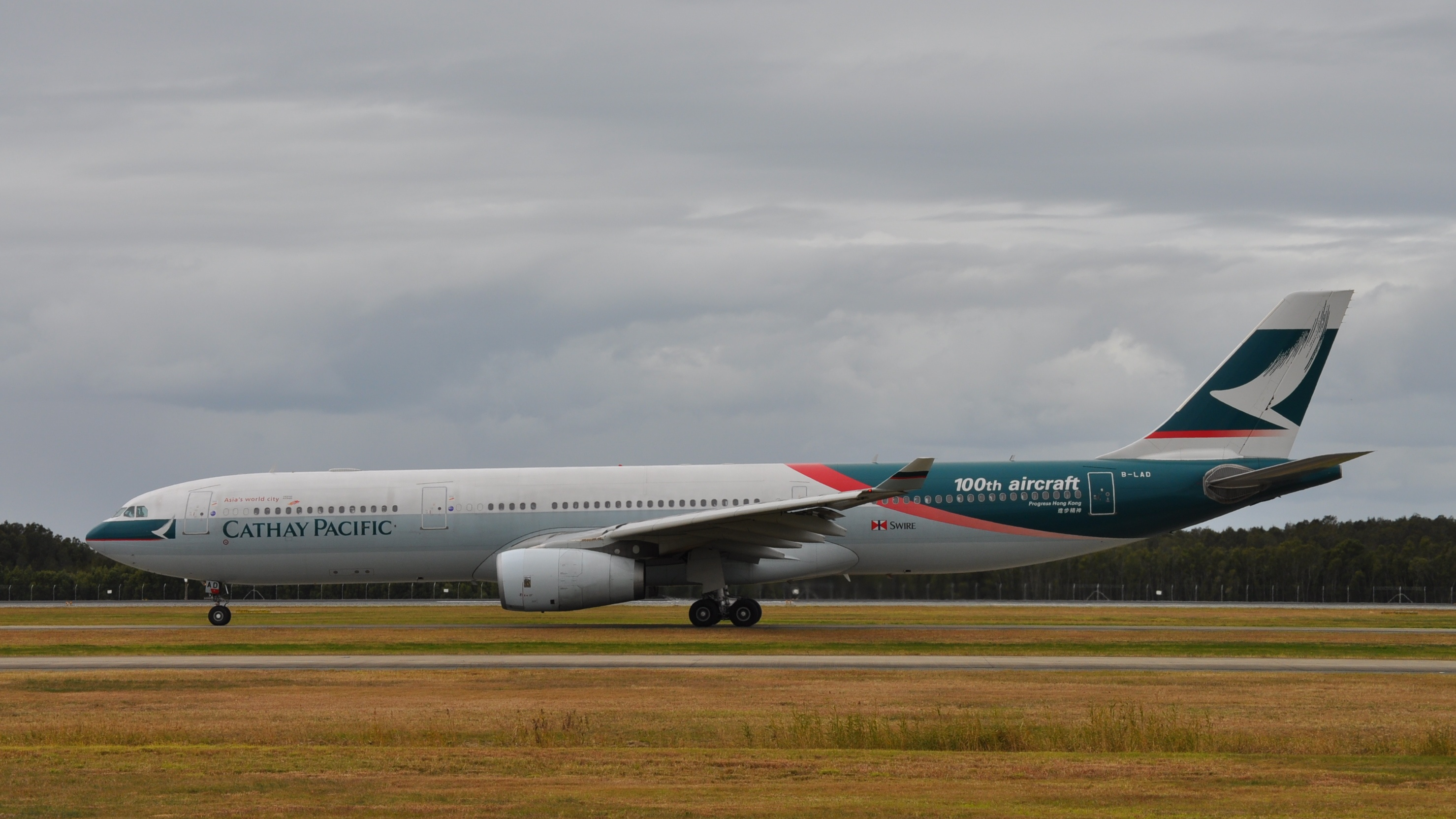
캐세이퍼시픽 항공의 에어버스 A330-300
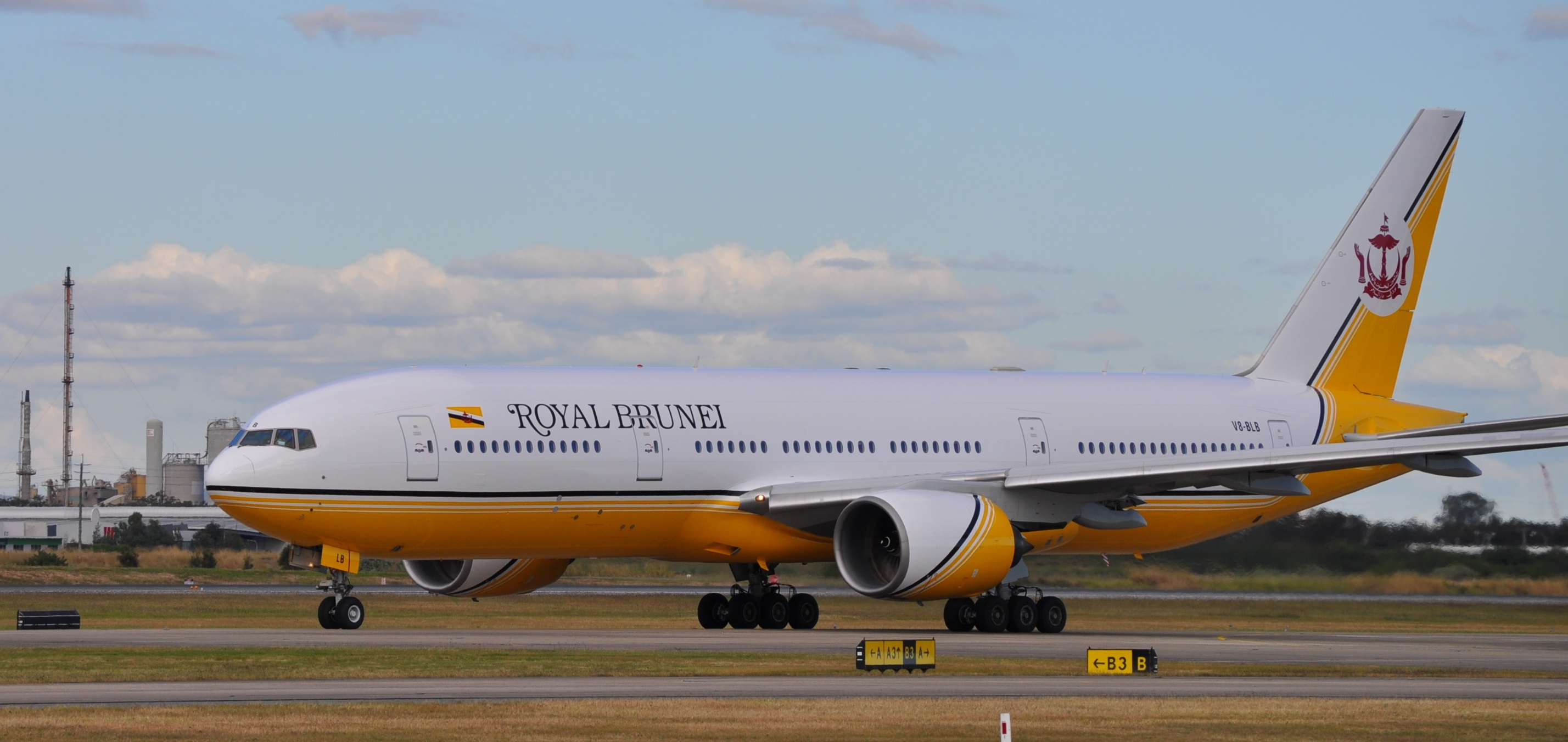
로얄 브루나이 항공의 보잉 767-200ER
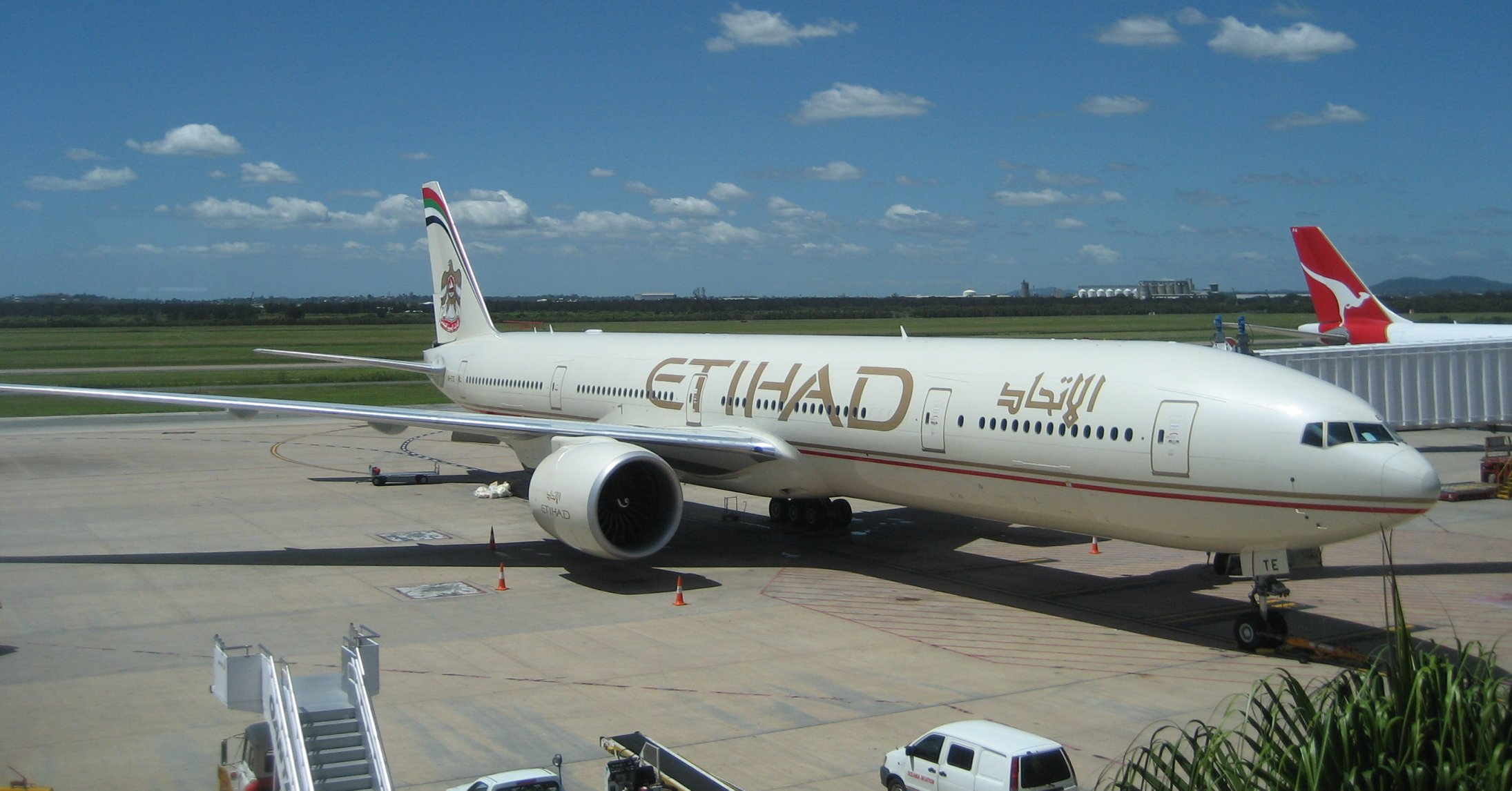
에티하드 항공의 보잉 777-300ER